# Karate-Asienmeisterschaften
Die Karate-Asienmeisterschaften sind die kontinentalen Meisterschaften im Karate in Asien.
Sie werden seit 1993 von der Asian Karate Federation (AKF) in den Disziplinen Kumite und Kata ausgetragen. Nach einem zunächst zweijährigen Austragungsrhythmus finden die Meisterschaften seit 2012 mit Ausnahmen jährlich statt.

## Asienmeisterschaften
| Ausgabe | Jahr | Austragungsort    | Land                         | Wettbewerbe |
| ------- | ---- | ----------------- | ---------------------------- | ----------- |
| 1       | 1993 | Taipeh            | Taiwan                       |             |
| 2       | 1995 | Manila            | Philippinen                  |             |
| 3       | 1997 | Macau             | Macau                        |             |
| 4       | 1999 | Singapur          | Singapur                     | 19          |
| 5       | 2001 | Genting Highlands | Malaysia                     | 19          |
| 6       | 2004 | Taoyuan           | Taiwan                       | 19          |
| 7       | 2005 | Macau             | Macau                        | 19          |
| 8       | 2007 | Seremban          | Malaysia                     | 19          |
| 9       | 2009 | Foshan            | China                        | 17          |
| 10      | 2011 | Quanzhou          | China                        | 17          |
| 11      | 2012 | Taschkent         | Usbekistan                   | 17          |
| 12      | 2013 | Dubai             | Vereinigte Arabische Emirate | 17          |
| 13      | 2015 | Yokohama          | Japan                        | 17          |
| 14      | 2017 | Astana            | Kasachstan                   | 17          |
| 15      | 2018 | Amman             | Jordanien                    | 17          |
| 16      | 2019 | Taschkent         | Usbekistan                   | 17          |
| 17      | 2021 | Almaty            | Kasachstan                   | 17          |
| 18      | 2022 | Taschkent         | Usbekistan                   | 17          |
| 19      | 2023 | Malakka           | Malaysia                     | 17          |